# Зубатка смугаста
Зубатка смугаста (Anarhichas lupus) — морська риба родини зубаткових (Anarhichadidae) ряду скорпеноподібних.

## Опис
Максимальна довжина тіла 150 см, маса — до 23,6 кг.
Тіло подовжене, звужується до хвостового стебла, вкрите дрібною циклоїдною лускою. Голова велика, масивна, з округленим рилом. Зуби розташовані в декілька рядів на щелепах, піднебінні і сошнику. Передні зуби на кінцях щелеп іклоподібні. У смугастої зубатки сошниковий ряд зубів коротший від піднебінних рядів. Довгий спинний плавник з 69—77 м'якими нерозгалуженими променями. Анальний плавець з 42—48 м'якими променями, коротший від спинного. Хвостовий плавець усічений, не зливається зі спинним і анальним плавцями. Грудні плавці великі з 18—20 променями і закругленими краями. Черевних плавців немає. Хребців 72—78. Одна бічна лінія, доходить до хвостового стебла.
Забарвлення тіла коричневе, блакитно-сіре або жовтувате. З боків тіла проходять 9—12 темних поперечних смуг, які заходять і на спинний плавець.

## Поширення
Поширені в північній частині Атлантичного океану і в Північному Льодовитому океані. Зустрічаються в Північному, Норвезькому і Баренцовому морях; у водах, що омивають Гренландію, Шпіцберген, Лабрадор, Ньюфаундленд, Нову Землю; звичні в західній частині Балтійського моря, а також у Білому морі.

## Біологія
Морські демерсальні риби, живуть на глибині від 20 до 435 м, зазвичай над кам'янистими ґрунтами. Ведуть спосіб життя по одинці.
Харчуються молюсками, голкошкірими, ракоподібними і рибою.
Вперше дозрівають у віці 5—6 років, а 50 % особин дозріває за довжини тіла 50—60 см у віці 8—10 років. Нерестяться в липні-лютому. У напрямку з півночі на південь нерестовий сезон зміщується з літніх на зимові місяці. Ікра велика, діаметром 5-6 мм, відкладається серед каменів у вигляді кулястих кладок. Ікринки склеєні між собою частинами оболонки. Плодючість від 600 до 40 тисяч ікринок. Інкубаційний період 4—9 місяців. Самець охороняє кладку.

## Господарське значення
Цінна промислова риба. Основний промисел ведеться в Північному і Баренцевому морях. У 1990-ті роки світовий вилов смугастої зубатки досягав 40 тис. тонн. Найбільше ловлять Росія і Ісландія. Промисел ведеться тралами і ярусами. М'ясо щільне, високої якості.

## Галерея

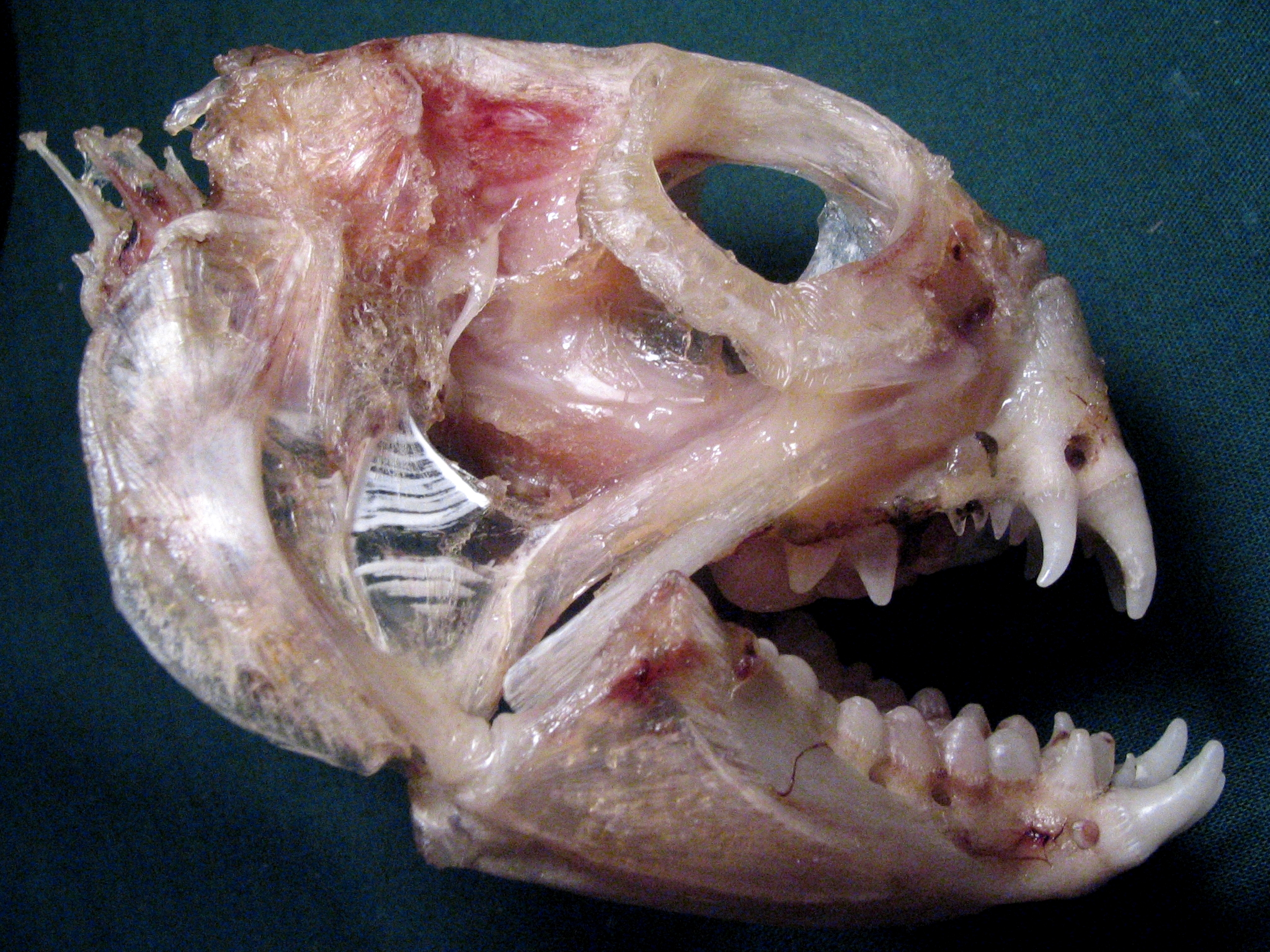
Череп смугастої зубатки
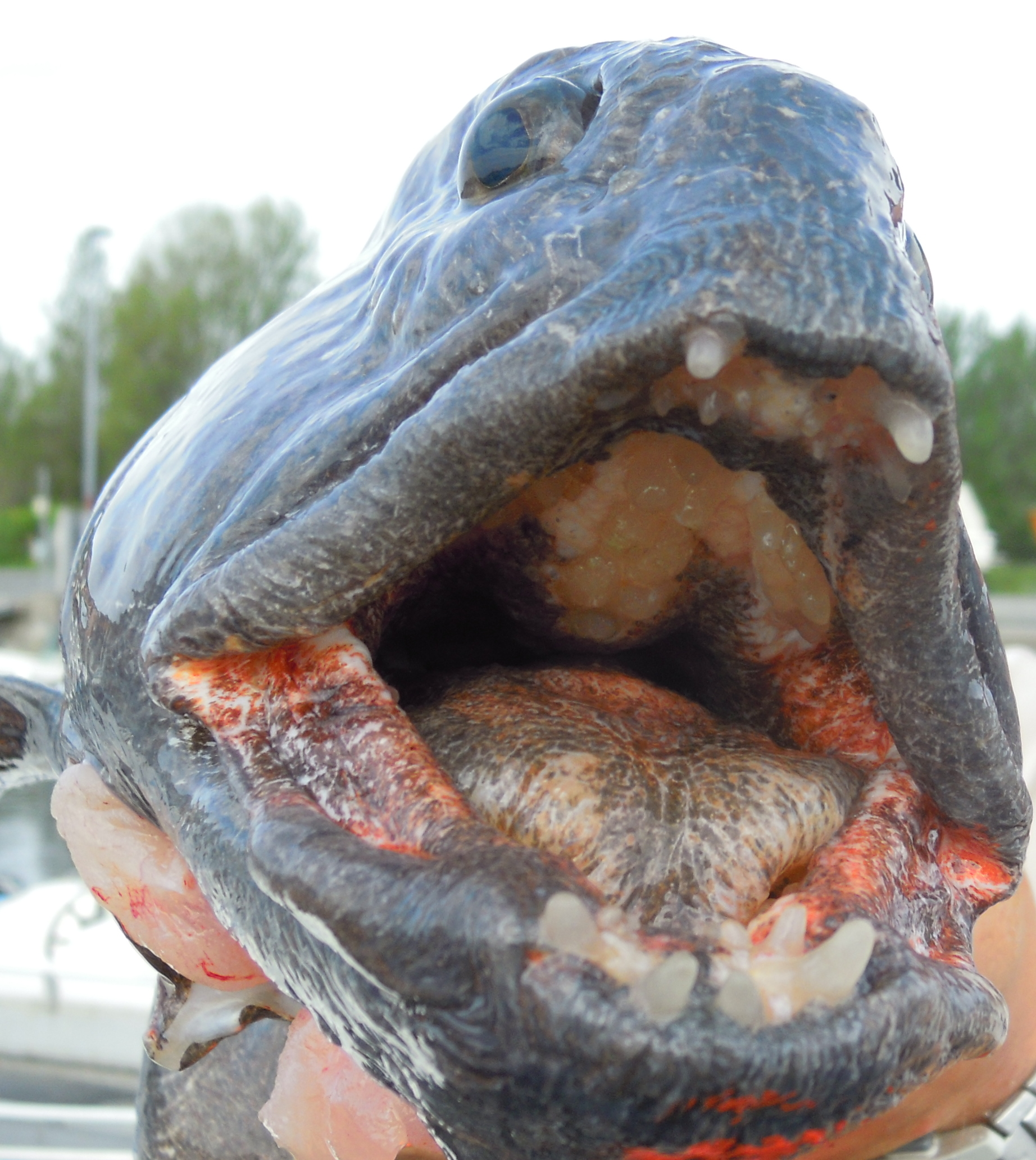
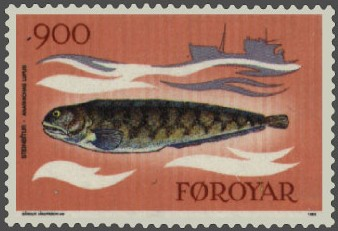